# Фолксваген нова буба
Фолксваген нова буба је аутомобил који је производила немачка фабрика аутомобила Фолксваген од 1997. до 2011. године.

## Историјат
На салону аутомобил у Детроиту 1994. године представљена је нова буба у концепт верзији под називом Concept One у ретро стилу тако да је веома подсећао на оригиналну бубу. Дизајниран је од стране америчких дизајнера Џеј Мејса и Фриман Томаса, а концепт је био заснован на платформи пола. Концепт у карбриолет верзији представљен је на салону у Женеви исте године.
Године 1996, на салону у Токију представљен је још један концепт (Concept Two) и изгледао је као коначан производни аутомобил који се појавио годину дана касније. Производна верзија се појављује 1997. године, за моделску 1998. годину, под називом нова буба и била је заснована на PQ34 платформи коју је користила и голф четворка. Кабриолет верзија се појавила 2003. године као замена за Фолксвагенов модел кабрио.
Иако је дизајнерски инспирисана оригиналном бубом, нова буба се заснива на платформи голфа и има погон на предњим точковима са воденим хлађењем мотора, који је смештен напред, а не позади као оригинална буба. Такође, оригинална буба је имала и ваздужно хлађење мотора, као и погон на задњим точковима. Те промене за купце нису биле толико важне јер је ново возило изгледао као оригинална буба, осим што је нова буба била технолошки напреднија. Унутрашњост је била пространа и удобна са неким детаљима као код старе бубе. Поседовала је клима-уређај, уместо заосталих и старомодних канала грејања, који су се често кварили код старе бубе.
На основу интерне ознаке може се одредити каросерија и одредиште коме возило припада, тако ознака Typ 1C говори да је нова буба намењена тржишту Северне Америке, Typ 9C тржишту Европе и остатка света и Typ 1Y као кабриолет.
На сајму у Франкфурту 2005. године представљен је редизајн нове бубе, где су најуочљивији нови браници и светла.
Уграђивали су се мотори и то, бензински од 1.4 (75 КС), 1.6 (101 и 102 КС), 1.8 (150 и 180 КС), 2.0 (116 КС), 2.3 (170 КС), 2.5 (150 КС) и 3.2 (225 КС) и дизел-мотори од 1.9 TDI (90, 101 и 105 КС).

## Галерија
- пре редизајна
- пре редизајна
- унутрашњост – кабриолет
- редизајн